# Saint Elairs Cay
Saint Elairs Cay ist eine kleine unbewohnte Insel der Grenadinen. Sie gehört zum Inselstaat St. Vincent und die Grenadinen und liegt zwischen den Inseln Bequia und Petit Nevis. 